# Algerijns-Spaanse Oorlogen

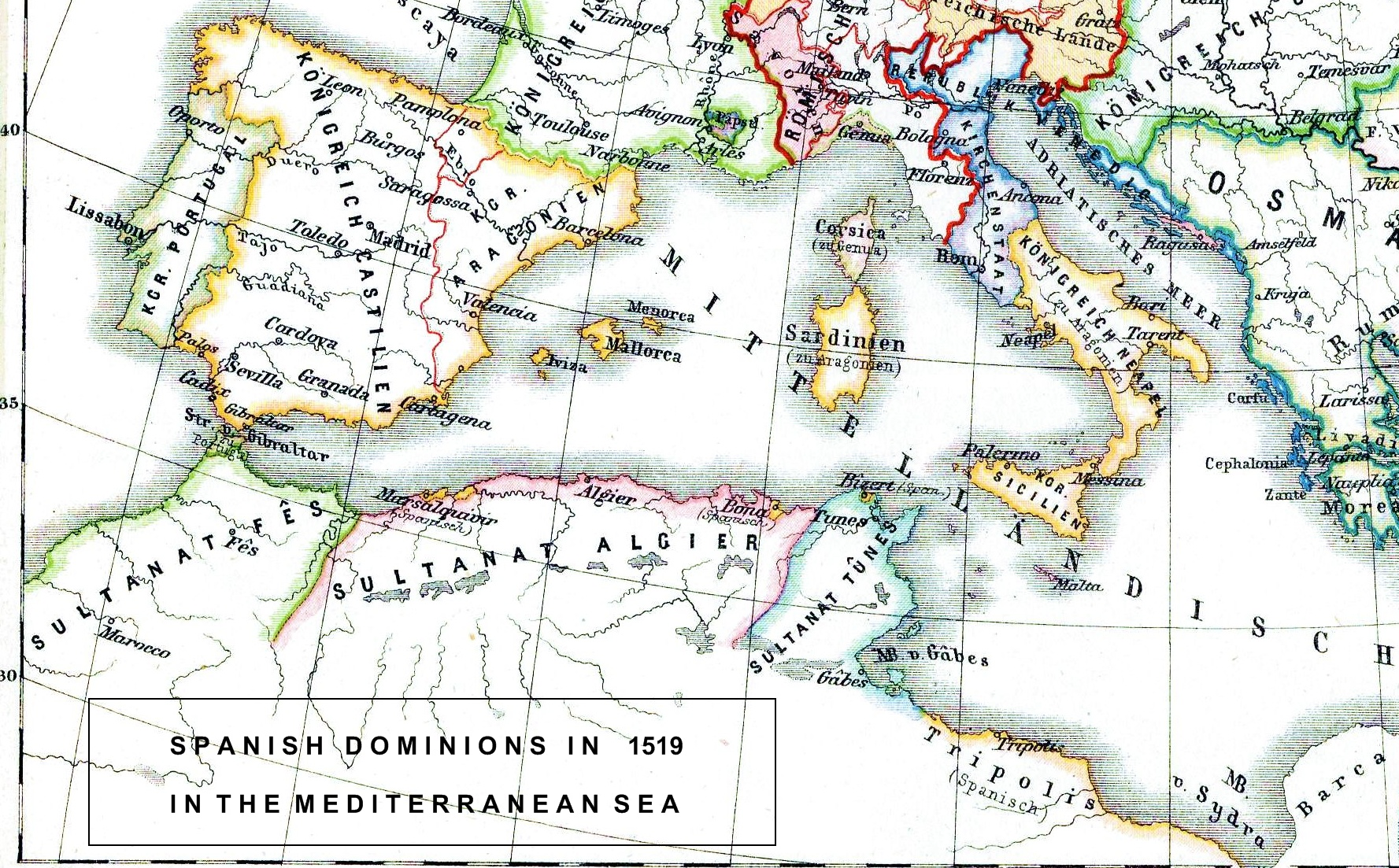
Spaanse bezettingen in Algerije rond 1519

De Algerijns-Spaanse Oorlogen waren een reeks veldslagen tussen Algerije en Spanje door de geschiedenis heen.

## Lijst van oorlogen
Tegen de Zianiden en Hafsiden
- Slag bij Écija (1275)
- Plundering van Torreblanca (1396 of 1397)
- Kruistocht van Dellys (1398)
- Dag van Mers el-Kebir (1504)
- Slag bij Mers-el-Kébir (1507)
- Spaanse verovering van Oran (1509)
- Inname van Bejaija (1510)
- Belegering van Algiers (1510)
- Slag bij Mostaganem (1511)
- Belegering van Bejaija (1512)

Tegen de Ottomanen
- Beleg van Bejaïa (1514)
- Inname van Algiers (1516)
- Beleg van Oran (1516)
- Eerste expeditie tegen Algiers (1516)
- Tweede expeditie tegen Algiers (1518)
- Val van Tlemcen (1518)
- Inname van Peñón of Algiers (1529)
- Algiers expeditie (1541)
- Campagne de Tlemcen (1551)
- Expeditie tegen Mallorca en Menorca (1553)
- Inname van Bejaija (1556)
- Slag bij Oran (1556)
- Ottomaanse invasie van de Balearen (1558)
- Expeditie naar Mostaganem (1558)
- Opstand van Alpujarras (1568–1571)
- Slag om de Kalâa van de Beni Abbes (1559)
- Slagen bij Oran en Mers El Kébir (1563)
- Slagen bij Oran en Mers El Kébir (1675-1678)
- Herovering van Oran (1708)
- Spaanse verovering van Oran (1732)
- Invasie van Algiers (1755)
- Bombardement van Algiers (1783)
- Bombardement van Algiers (1784)
- Herovering van Oran en Mers el-Kébir (1790-1792)